# 茨城県道・栃木県道204号結城二宮線

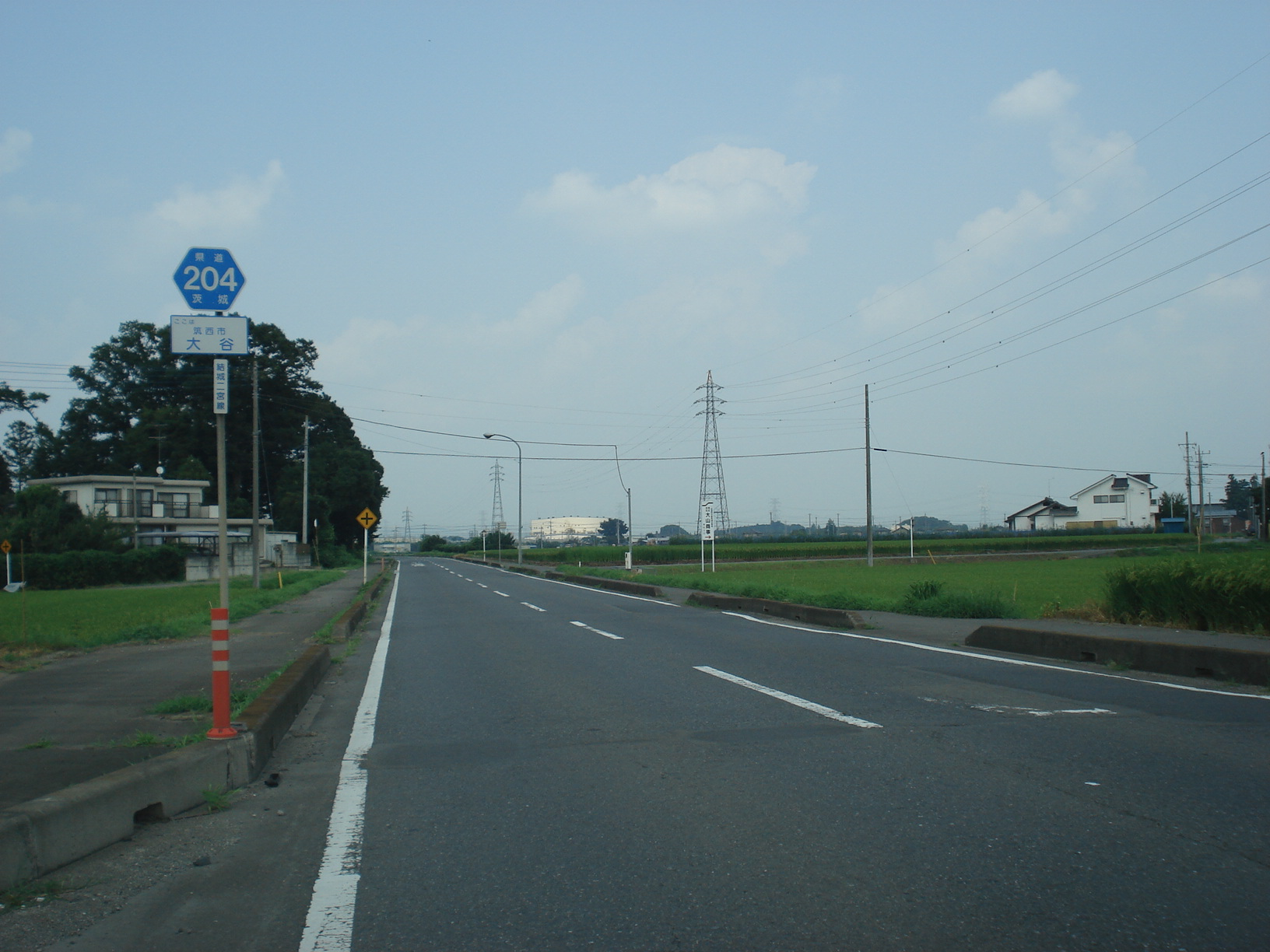
茨城県筑西市大谷付近

茨城県道・栃木県道204号結城二宮線（いばらきけんどう・とちぎけんどう204ごう ゆうきにのみやせん）は、茨城県結城市から栃木県真岡市（旧・二宮町）に至る一般県道である。

## 概要
- 起点：茨城県結城市結城（茨城県道35号宇都宮結城線交点 大町交差点）
- 終点：栃木県真岡市久下田西町7丁目（栃木県道44号栃木二宮線交点）
- 総延長：*.* km（茨城県区間：9.183 km[1]、栃木県区間：6.914 km）
- 重用延長：*.* km（茨城県区間：0.0 km[1]、栃木県区間：*.* km）
- 未供用延長：なし（茨城県区間：0.0 km[1]、栃木県区間：*.* km）
- 実延長：15.357 km（茨城県区間：9.183 km[1]、栃木県区間：6.174 km[2]）
- 自動車交通不能区間延長[注釈 1]：*.* km（茨城県区間：0.0 km[1]、栃木県区間：*.* km）

## 歴史
1959年（昭和34年）10月14日、新たな県道として茨城県結城市を起点とし、栃木県芳賀郡二宮町を終点とする区間を本路線とする県道結城二宮線として茨城県が県道路線認定した。
1995年（平成7年）に整理番号204となり現在に至る。

### 年表
- 1959年（昭和34年）10月14日
  - 茨城県より県道結城二宮線（図面対照番号238）が路線認定される[3]。
  - 茨城県内の道路区域は、結城市大字結城の二級国道前橋水戸線（旧道国道50号、現在の栃木県道・茨城県道264号小山結城線にあたる）分岐から県界下館市樋口までと決定された[4]。
- 1961年（昭和36年）4月1日：栃木県より県道結城二宮線が路線認定される。
- 1967年（昭和42年）3月30日：茨城県下館市大字樋口字仙在を線形改良（483→300 m）[5]。
- 1970年（昭和45年）7月20日：茨城県下館市大字樋口の区間を供用廃止[6]。以後、樋口地区は通過せず、栃木県側の久下田地区の久下田西7交差点への接続となる。
- 1971年（昭和46年）8月5日：下館市大字森添島 - 同市大字子思儀の1.326 km区間を改良ルート（1.767 km）に変更[7]。
- 1988年（昭和63年）
  - 3月3日：下館市大字下江連 - 大字森添島の狭隘な現道を迂回するバイパス（1.62 km）を新設する道路区域が決定[8]。
  - 6月20日：下館市大字下江連（県道八木岡下江連真岡線交点） - 大字森添島のバイパス区間を供用開始[9]。
  - 8月1日：下館市大字西山田地内の旧道の一部（延長197 m）が工業団地区域に編入するため道路区域から除外される[10]。
- 1995年（平成7年）3月30日：茨城県区間において、整理番号が整理番号294から現在の番号（整理番号204）に変更される[11]。
- 1996年（平成8年）12月2日：下館市大字小川地内のバイパスを新設する道路区域（906 m）が決定する[12]。
- 1998年（平成10年）3月19日：下館市大字下江連 - 同市大字西山田（下館第一工業団地）の旧道（1.353 km）が県道指定解除により町道降格する[13]。
- 2000年（平成12年）
  - 3月8日：下館市大字小川（小川北交差点付近）の区間（約0.6 km）が供用開始される [14]。
  - 4月1日：茨城県下館市大字下江連 - 下館市大字西山田の区間が、通行する車両の最大重量限度25トンの道路に指定される[15]。
- 2001年（平成13年）3月1日：茨城県下館市大字下江連 - 同市森添島の区間が、通行する車両の最大重量限度25トンの道路に指定される[16]。
- 2002年（平成14年）10月28日：下館市大字小川 - 大字下江連のバイパス延伸区間（1.005 km）の道路区域が決定する[17]。
- 2012年（平成24年）3月22日：筑西市小川 - 同市下江連の旧道（1.47 km）が指定解除され筑西市道へ降格[18]。

## 道路施設
- 福良橋（田川、茨城県結城市 - 栃木県小山市境）
- 中島橋（鬼怒川、栃木県小山市 - 茨城県筑西市県境）

## 地理

### 通過する自治体
- 茨城県結城市 - 栃木県小山市 - 茨城県筑西市 - 栃木県真岡市

### 交差する道路
- 茨城県道35号宇都宮結城線（結城市結城 大町交差点）
- 茨城県道264号小山結城線（結城市結城）
- 栃木県道214号福良羽川線（小山市福良 - 同市同字 小山市中島橋西交点）※一部重複
- 茨城県道304号小川川島停車場線（筑西市小川 小川北交差点）
- 茨城県道316号真岡下館線（筑西市下江連）
- 栃木県道44号栃木二宮線（真岡市下久田 下久田西7丁目交差点）

### 沿線
- 結城市立結城小学校（結城市結城）
- 結城城（結城市結城）
- 鬼怒川
- 下館第二工業団地（筑西市下江連）
- 下館第一工業団地（筑西市西山田）